# Ava Alice Muriel Astor
Ava Alice Muriel Astor (7 juillet 1902 - 19 juillet 1956) est une héritière américaine, mondaine et membre de la famille Astor. Elle est la fille de John Jacob Astor IV et d'Ava Lowle Willing, et la sœur de Vincent Astor et la demi-sœur de John Jacob Astor VI.

## Jeunesse
Ava Astor naît en 1902 à Manhattan, New York. Elle est la fille unique du colonel John Jacob « Jack » Astor IV (1864–1912) et d'Ava Lowle Willing (1868–1958).
Ses grands-parents paternels sont l'homme d'affaires immobilier et éleveur-propriétaire de chevaux de course William Backhouse Astor, Jr. (en) (1829–1892) et la mondaine Caroline Schermerhorn Astor (1830–1908), tandis que ses grands-parents maternels sont l'homme d'affaires Edward Shippen Willing (1822– 1906) et la mondaine Alice Bell Barton (1833-1903).
En septembre 1911, Ava et sa mère s'installent en Angleterre. Ils vivent dans sa maison de ville sur Grosvenor Square à Mayfair, Londres (d'octobre à avril) et sa propriété de campagne, Sutton Place à Guildford, Surrey (de mai à septembre), et elle fait ses études à Notting Hill High School.[réf. nécessaire]

## Vie privée
Le 24 juillet 1924, Ava Astor épouse le prince Serge Obolensky, fils du général Platon Sergueïevitch Obolensky et de Maria Konstantinovna Narychkina, à la chapelle Savoy de Londres. Le mariage est considéré comme l'événement de la saison en Angleterre cette année-là.[réf. nécessaire]
Son frère Vincent lui donne une résidence de style palladien sur son domaine près de Rhinebeck, New York. La maison est au nord de son propre "Ferncliff Casino" ("Astor Courts") et surplombe également la rivière Hudson. Ava la nomme "Marienruh" et la conserve toute sa vie. Avant de divorcer de Serge en 1932, ils ont deux enfants :
- Prince Ivan Sergueïevitch Obolensky (en) (1925–2019), qui épouse Claire McGinnis en 1949. Ils divorcent en 1956 et il épouse Mary Elizabeth Morris en 1959.
- Princesse Sylvia Sergueïevna Obolensky (1931–1997)[5] qui épouse Jean-Louis Ganshof van der Meersch en 1950. Ils divorcent en 1957 et elle épouse le prince Azamat Kadir Guirey en 1957. Ils divorcent en 1963.

Le 21 janvier 1933, elle épouse Raimund von Hofmannsthal (en) (1906-1974), fils de Gertrud Schlesinger et Hugo von Hofmannsthal, romancier, librettiste et dramaturge autrichien. On disait qu'il était le père de Sylvia. Le couple se marie au tribunal municipal de Newark, New Jersey. Le couple a une fille :
- Romana von Hofmannsthal (1935-2014), qui épouse Roderick McEwen (en), un fils de John McEwen, 1er baronnet[7] en 1958[8].

De 1936 à 1937, elle a une liaison avec le chorégraphe anglais Sir Frederick Ashton (1904-1988), malgré le fait qu'il soit homosexuel. Après la fin de la liaison, son amour pour lui continue, bien qu'elle ait eu deux mariages ultérieurs, tous deux avec des Anglais homosexuels. Ava et Raimund divorcent finalement en 1939, et Raimund épouse plus tard Lady Elizabeth Paget (une fille de Charles Paget, 6e marquis d'Anglesey).
Le 27 mars 1940, elle épouse Philip John Ryves Harding (1906-1972), journaliste, à Faversham, en Angleterre. Au moment de leur mariage, Harding, un cousin de Maxwell Eley, sert dans une batterie anti-aérienne dans l'armée britannique. Avant leur divorce en 1945, ils ont une fille :
- Emily Sophia Harding (1941-2019), qui épouse l'architecte Michael Zimmer, fils de Heinrich Zimmer (et neveu de son deuxième mari Raimund), le 29 juin 1963[11],[12]. Ils divorcent et elle épouse ensuite Eric Glanbard et l'artiste Clark Murray en 2017[13].

Le 12 mai 1946, a lieu son quatrième et dernier mariage avec David Pleydell-Bouverie (1911-1994), le petit-fils de William Pleydell-Bouverie, 5e comte de Radnor, à Reading, Vermont. Pleydell-Bouverie est un architecte qui a étudié à Charterhouse School en Angleterre.

## Décès

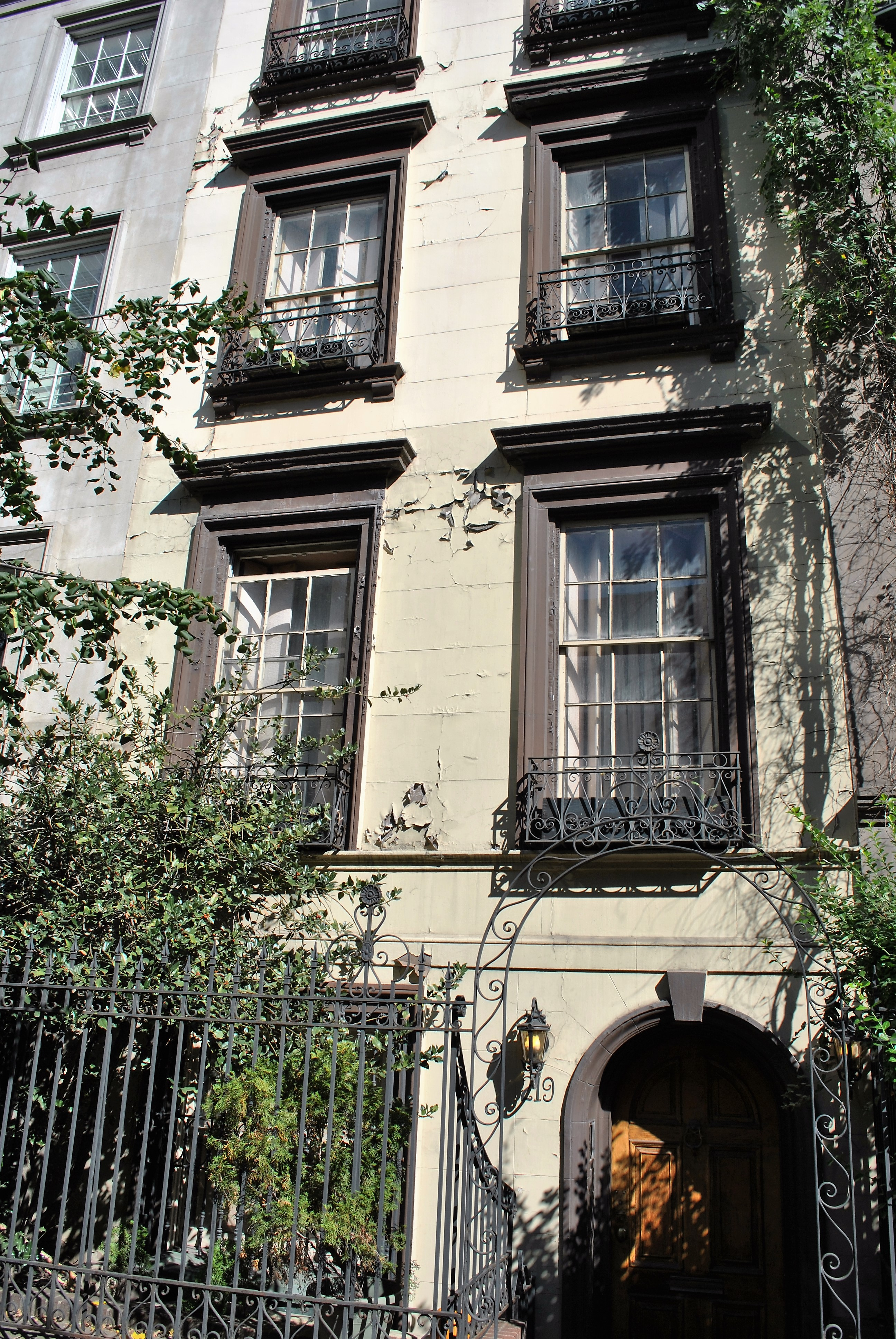
Maison d'Ava Astor, Manhattan

Elle meurt d'un accident vasculaire cérébral dans son appartement du 219 East Sixty-first Street, Manhattan, New York, le 19 juillet 1956, à l'âge de 54 ans. Elle est décédée deux ans avant sa mère. Elle était mécène des arts, notamment des compagnies de ballet de Londres et de New York.[réf. nécessaire]